# Дечје село „Др Милорад Павловић” Сремска Каменица
Дечје село „Др Милорад Павловић” у Сремској Каменици, отворено је 4. новембра 1975. године, као установа за смештај деце без родитељског старања и као стото у свету и прво у источној Европи. Изграђено по угледу на друга Дечја села на темељним вредностима СОС Киндердорф организације, као што су одговорност, истрајност и пре свега посвећеност.
Носи име великог хуманисте и борца за дечја права др. Милорада Павловића, тадашњег секретара за социјалну политику Војводине.

## Село данас
Дечје село је смештено у најлепшем делу Каменичког парка, на обалу Дунава. На површини од три хектара смештено је петаест високостандардних објеката од којих је дванаест кућа намењених за живет деца и млади, док су остали објекти намењени за рад Дечијег села. 
Бригу о деци свакодневно воде васпитачи, неговатељице и стручни радници различитих профила (социјални радник, педагог, психолог, дефектолог...). Третман за дете планира се са заједно са Центрима за социјални рад. Од свог самог оснивања Дечије село од оснивање умрежено је у систем социјалне заштите Републике Србије.

## „Кућа на пола пута”
„Кућа на пола пута” је један од најважнијих алтернативних програма заштите за младе који је Дечје село осмислило 1995. године као одговор на питање где после завршетка професионалног оспособљавања и напуштања заштите. 
У урбаном делу града Новог Сада село поседује шест конфорних станова и кућу са два стана. Тај простор је намењен младима који су на путу осамостаљивања, као и младима који студирају на универзитетима у граду. Сви наведени објекти који се налазе у оквиру издвојеног дела Дечијег села су добијени донаторским средствама или тестаменталним наслеђем и први је као такав осмишљен у нашој земљи. Поред наведних објеката за смештај и рад деце и запослених, Дечије Село поседује и викенд кућу недалеко од града која је намењена за програмске активности младих током целе године.

### Основне карактеристике програма
- Млади су укључени у програм професионалне обуке које подразумева практично оспособљавање за самосталан живот
- Млади су укључени у активности за овладавањем важним прагматичним вештинама (полагање возачког испита, школе страних језика, школе компјутера) ради лакшег запошљавања али и другим активностима неопходним за самосталан живот
- Преношење и развијање модела социјалних и животних вештина на младе који се односе на планирање, правну регулативу, новчана средства, домаћинство, међусобне односе, посао и однос према себи
- Постизање динамичног баланса између слободе и одговорности
- Егзистенцијална и психолошка подршка
- Формирање социјалне мреже подршке и организована припрема за самосталан живот
- Сарадња са локалном средином у вези запошљавања као и решавања правне регулативе
- Саветодавни рад са младима док су у програму и по изласку из програма
- Сарадња са послодавцима код којих су запослени